# 1924 au Canada
Pour un article plus général, voir Chronologie du Canada.
Cet article traite des événements qui se sont produits durant l'année 1924 au Canada.

## Événements

### Politique
- 1er avril : création de l'Aviation royale du Canada.
- 20 juin : élection générale britanno-colombienne. John Oliver (libéral) est réélu Premier ministre de la Colombie-Britannique.
- Visite royale du prince Édouard de Galles à Ottawa et Pekisko.

### Justice
- Francis Alexander Anglin est nommé juge en chef à la cour suprême.

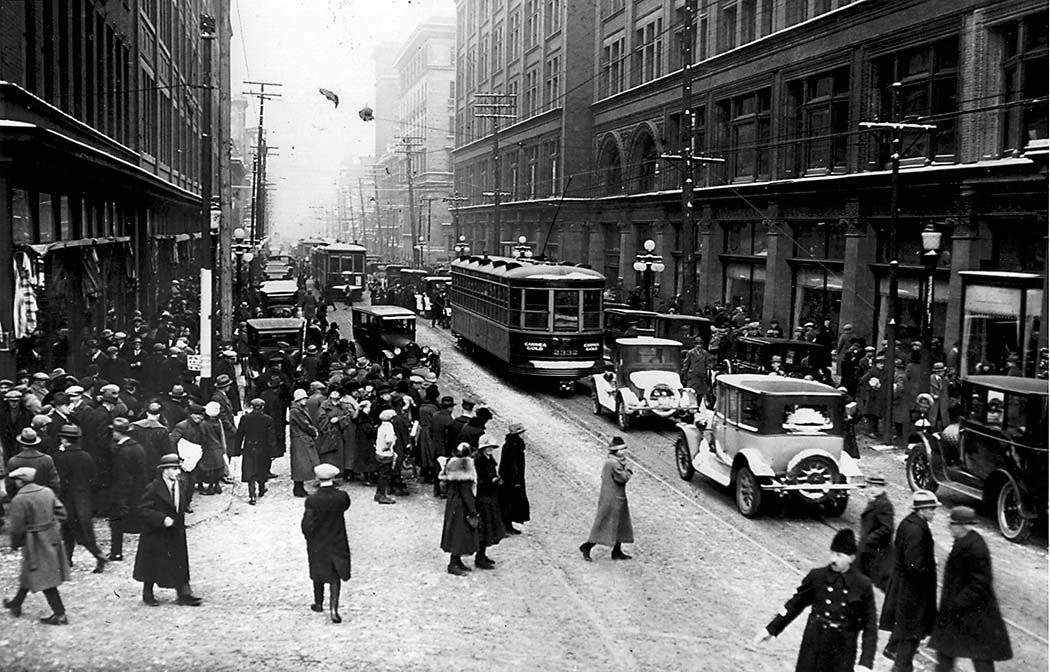
Rue de Toronto en 1924

### Sport

#### Hockey
- Fin de la Saison 1923-1924 de la LNH. Les Canadiens de Montréal remportent la Coupe Stanley.
- L'Association de hockey de la Côte du Pacifique cesse ses activités.
- Fondation de l'équipe de hockey les Maroons de Montréal.
- Début de la Saison 1924-1925 de la LNH.

#### Jeux olympiques d'hiver de 1924
- Médaille d'or au Hockey pour l’équipe canadienne. Ils sont invincibles dans ce sport à cette époque.

#### Jeux olympiques d'été de 1924
- Médaille d'argent en aviron huit hommes.

### Économie
- La Banque Nationale fusionne avec la Banque d'Hochelaga et forme la Banque Canadienne Nationale.

### Culture
- Guy Lombardo fonde le groupe musical The Royal Canadians.

### Religion
- Début de la construction de la basilique de l'Oratoire Saint-Joseph du Mont-Royal à Montréal.
- Construction de la Croix du Mont-Royal à Montréal.
- Fabien-Zoël Decelles est nommé évêque au Diocèse de Saint-Hyacinthe.

## Naissances
- 3 février : Martial Asselin, lieutenant-gouverneur du Québec.
- 7 février : Ivor Dent, maire d'Edmonton.
- 8 avril : Frédéric Back, illustrateur et réalisateur de films.
- 11 avril : Jean Noël Desmarais, radiologiste, physicien et sénateur.
- 1er mai : Alfred Carrothers, universitaire et président de la Commission Carrothers.
- 28 mai : Paul Hébert, acteur.
- 3 juin : Colleen Dewhurst, actrice.
- 14 juin : Arthur Erickson, architecte.
- 20 juillet : Mort Garson, compositeur.
- 29 juillet : Lloyd Bochner, acteur.
- 8 septembre : Marie-Claire Kirkland-Casgrain, première femme politique québécoise à être député à l'Assemblée Nationale en 1961.
- 13 septembre : Léonel Beaudoin, homme politique fédéral provenant du Québec.
- 19 septembre : Donald Harron, acteur et réalisateur.
- 1er novembre : Jean-Luc Pépin, homme politique provenant du Québec.
- 14 décembre : Andrew Thompson, chef du Parti libéral de l'Ontario.
- 19 décembre : Doug Harvey, joueur de hockey sur glace.

## Décès
- 12 janvier : Alexis Lapointe, athlète canadien (° 1860).
- 23 janvier : James Wilson Morrice, artiste peintre.
- 1er mai : Louis Henry Davies, premier ministre de l'Île-du-Prince-Édouard et juge à la cour suprême.
- 7 juillet : Herbert Hartley Dewart, chef du Parti libéral de l'Ontario.